# Nassourdine Imavov
Nassourdine Imavov (República de Daguestán, Rusia, 1 de marzo de 1995) es un artista marcial mixto francés que compite en la división de peso medio de Ultimate Fighting Championship. Desde el 11 de febrero de 2025, ocupa el puesto número #1 en la clasificación de peso mediano de UFC.

## Primeros años
A los 10 años, Imavov empezó a boxear cuando llegó con su familia a Salon-de-Provence. Después descubrió las MMA y a los 19 años se trasladó a París con su hermano mayor Daguir, donde se unieron a la fábrica de MMA de Fernand López.

## Carrera de artes marciales mixtas

### Carrera temprana
Comenzando su carrera profesional en 2016, Imavov compiló un récord de 8-2. Estaba montando una racha de 5 combates ganados antes de firmar con la UFC, durante la cual recogió el Campeonato de Peso Wélter de la Thunderstrike Fight League y una paliza en la primera ronda del ex peso wélter de la UFC Jonathan Meunier en ARES FC 1 el 14 de diciembre de 2019.

### Ultimate Fighting Championship
Imavov debutó en la UFC contra Jordan Williams el 4 de octubre de 2020 en UFC on ESPN: Holm vs. Aldana. Ganó el combate por decisión unánime.
Imavov se enfrentó a Phil Hawes en UFC Fight Night: Blaydes vs. Lewis el 20 de febrero de 2021. A pesar de que Imavov se lanzó al ataque en los últimos momentos, perdió el combate por decisión mayoritaria.
Imavov se enfrentó a Ian Heinisch el 24 de julio de 2021 en UFC on ESPN: Sandhagen vs. Dillashaw. Ganó el combate por nocaut técnico en el segundo asalto.
Imavov se enfrentó a Edmen Shahbazyan el 6 de noviembre de 2021 en UFC 268. Ganó el combate por TKO en el segundo asalto.
Imavov estaba programado para enfrentarse a Kelvin Gastelum el 9 de abril de 2022 en UFC 273. Sin embargo, Imavov se vio obligado a retirarse debido a problemas de visa y la pelea fue cancelada.
Imavov enfrentó a Joaquin Buckley el 3 de septiembre de 2022 en UFC Fight Night 209. Ganó la pelea por decisión unánime.
Imavov estaba programado para enfrentarse a Kelvin Gastelum el 14 de enero de 2023 en UFC Fight Night 217. Sin embargo, Gastelum se vio obligado a retirarse debido a una lesión en la boca y fue reemplazado por Sean Strickland, y la pelea se llevó a cabo en el peso semipesado. Perdió la pelea por decisión unánime.
Imavov enfrentó a Chris Curtis el 10 de junio de 2023 en UFC 289. La pelea terminó sin competencia en el segundo asalto después de que un choque accidental de cabezas dejó a Curtis incapaz de continuar debido a un corte severo sobre su ojo.
Imavov estaba programado para enfrentarse a Ikram Aliskerov el 21 de octubre de 2023 en UFC 294. Sin embargo, Imavov se retiró debido a problemas de visa y fue reemplazado por Warlley Alves.
Imavov enfrentó a Roman Dolidze el 3 de febrero de 2024 en UFC Fight Night 235 en el evento principal. Imavov ganó la pelea por decisión mayoritaria.
Imavov enfrentó a Jared Cannonier el 8 de junio de 2024 en UFC on ESPN 57. Ganó la pelea por nocaut técnico en el cuarto asalto.

## Campeonatos y logros

### Artes marciales mixtas
- Thunderstrike Fight League
  - Campeonato de Peso Wélter de la TFL (una vez)

## Récord en artes marciales mixtas
|  | Resultado     | Récord   | Oponente             | Método                                      | Evento                                   | Fecha                    | Ronda | Tiempo | Localización         | Notas                                                                                         |
|  | ------------- | -------- | -------------------- | ------------------------------------------- | ---------------------------------------- | ------------------------ | ----- | ------ | -------------------- | --------------------------------------------------------------------------------------------- |
|  | Victoria      | 16-4(1)  | Israel Adesanya      | KO (golpes)                                 | UFC Fight Night: Adesanya vs. Imavov     | 1 de febrero de 2025     | 2     | 0:30   | Riad                 |                                                                                               |
|  | Victoria      | 15–4 (1) | Brendan Allen        | Decisión (unánime)                          | UFC Fight Night: Moicano vs. Saint Denis | 28 de setiembre de 2024  | 3     | 5:00   | París                |                                                                                               |
|  | Victoria      | 14–4 (1) | Jared Cannonier      | TKO (golpes)                                | UFC on ESPN: Cannonier vs. Imavov        | 8 de junio de 2024       | 4     | 1:34   | Louisville, Kentucky |                                                                                               |
|  | Victoria      | 13–4 (1) | Roman Dolidze        | Decisión (mayoritaria)                      | UFC Fight Night: Dolidze vs. Imavov      | 3 de febrero de 2024     | 5     | 5:00   | Las Vegas, Nevada    | A Imavov se le descontó un punto en la cuarta ronda debido a una patada ilegal.               |
|  | Sin resultado | 12-4 (1) | Chris Curtis         | Sin resultado (golpe accidental de cabezas) | UFC 289                                  | 10 de junio de 2023      | 2     | 3:04   | Vancouver , Canadá   | Un choque accidental de las cabezas de ambos peleadores, hizo que Curtis no pudiera continuar |
|  | Derrota       | 12-4     | Sean Strickland      | Decisión (unánime)                          | UFC Fight Night: Strickland vs. Imavov   | 14 de enero de 2023      | 5     | 5:00   | Las Vegas            |                                                                                               |
|  | Victoria      | 12-3     | Joaquin Buckley      | Decisión (unánime)                          | UFC Fight Night: Gane vs. Tuivasa        | 3 de septiembre de 2022  | 3     | 5:00   | París                |                                                                                               |
|  | Victoria      | 11-3     | Edmen Shahbazyan     | TKO (codazos)                               | UFC 268                                  | 6 de noviembre de 2021   | 2     | 2:42   | Nueva York           |                                                                                               |
|  | Victoria      | 10-3     | Ian Heinisch         | TKO (rodillazo y puñetazos)                 | UFC on ESPN: Sandhagen vs. Dillashaw     | 24 de julio de 2021      | 2     | 3:09   | Las Vegas, Nevada    |                                                                                               |
|  | Derrota       | 9-3      | Phil Hawes           | Decisión (mayoritaria)                      | UFC Fight Night: Blaydes vs. Lewis       | 20 de febrero de 2021    | 3     | 5:00   | Las Vegas, Nevada    |                                                                                               |
|  | Victoria      | 9-2      | Jordan Williams      | Decisión (unánime)                          | UFC on ESPN: Holm vs. Aldana             | 4 de octubre de 2020     | 3     | 5:00   | Abu Dhabi            | Regreso al peso medio.                                                                        |
|  | Victoria      | 8-2      | Jonathan Meunier     | TKO (puñetazos)                             | ARES FC 1                                | 14 de diciembre de 2019  | 1     | 4:27   | Dakar                | Combate de peso acordado (176 libras).                                                        |
|  | Victoria      | 7-2      | Mateusz Głuch        | Sumisión (kimura)                           | Thunderstrike Fight League 18            | 28 de septiembre de 2019 | 1     | N/A    | Kozienice            | Ganó el Campeonato de Peso Wélter de la TFL.                                                  |
|  | Victoria      | 6-2      | Francesco Demontis   | Sumisión (estrangulamiento por detrás)      | Devil's Cage                             | 26 de julio de 2019      | 1     | 2:26   | Quartu Sant'Elena    | Combate de peso medio.                                                                        |
|  | Victoria      | 5-2      | Gregor Weibel        | Decisión (unánime)                          | City Cage MMA                            | 17 de mayo de 2019       | 3     | 5:00   | Lucerna              |                                                                                               |
|  | Victoria      | 4-2      | Gary Formosa         | TKO (puñetazos)                             | Centurion Fight Championship 2           | 4 de noviembre de 2017   | 1     | 2:02   | Paola                |                                                                                               |
|  | Derrota       | 3-2      | Michał Michalski     | Decisión (unánime)                          | Fight Exclusive Night 19                 | 14 de octubre de 2017    | 3     | 5:00   | Breslavia            |                                                                                               |
|  | Victoria      | 3-1      | Paul Lawrence        | TKO (puñetazos)                             | Centurion Fight Championship 1           | 13 de mayo de 2017       | 1     | 2:43   | Paola                |                                                                                               |
|  | Victoria      | 2-1      | Yanis Cheufre        | Sumisión (estrangulamiento bravo)           | Fight Night One 4                        | 8 de abril de 2016       | 1     | 2:32   | Saint-Étienne        |                                                                                               |
|  | Victoria      | 1-1      | Said Magomed Tachaev | Sumisión (estrangulamiento por detrás)      | Gladiator Fighting Arena 3               | 5 de marzo de 2016       | 1     | 3:20   | Nimes                |                                                                                               |
|  | Derrota       | 0-1      | Ayadi Majdeddine     | Sumisión (estrangulamiento por guillotina)  | 100% Fight 27                            | 4 de febrero de 2016     | 1     | 4:49   | París                | Debut en el peso wélter.                                                                      |